# 地下鉄Е形電車
E形（ロシア語: Е）は、1963年から1969年にかけてムィティシ機械製造工場（現：メトロワゴンマッシュ）で802両が製造された、ソビエト連邦の地下鉄用電車である。

## 概要
1955年より製造されたД (D) 形電車をベースに、主に車体構造を改良した車両である。D形との外見上の差異として、車体側面部にコルゲーションがある事が挙げられる。
制御方式は抵抗制御と直並列組み合わせ制御であり、各車両に出力68kWのDK-108A形電動機が4基搭載されている。車体を軽量化したことにより、D形と比較して電動機出力は低下している(D形は出力72kwのDK-104型主電動機を4基搭載)にもかかわらず最高速度は75km/hから90km/hへと向上し、加速度・減速度も1割程度向上している。
試作車である3001号車は1959年に製造され(同車はコルゲーションが車体の低い位置にしか無いという特徴がある)、1963年より量産が開始された。
本車は幅が広いドアを有しており、車端部の側窓が無いため、ホームドア設置駅がある路線での運用に適していない。その為当時ホームドアを採用していたレニングラード(現サンクトペテルブルク)地下鉄の一部路線にはホームドアに対応した型であるEm型が導入された。
1979年にはモスクワ地下鉄で一部車両に更新工事が施工された。更新工事が施工された車両は内装のリノリウムがプラスチックに交換され、木製の窓枠は塗装されるようになった。
また、サイリスタ位相制御の試作車として派生型のEi型が存在した。

## 運用
モスクワ、サンクトペテルブルク、キーウ、トビリシ、バクーの地下鉄にて運行されていたが、サンクトペテルブルクおよびキーウ地下鉄を最後に2019年現在では全て引退している。各地下鉄における運用期間は次の通りである。
- モスクワ  1963-2008
- サンクトペテルブルク - 1963-2015
- キーウ（キエフ） 1969-2015(更新車E-KM形は運用中)
- トビリシ 1966-2010
- バクー 1967-2001

なお、キーウ地下鉄では2013年より一部車両が大規模な更新工事を受けており、それらの車両は「E-KM形」として現役である。

## 保存車
2019年現在、モスクワ・サンクトペテルブルク・キーウなど各地に合わせて12両が保存されている。そのうちサンクトペテルブルクの保存車については4両が動態保存されている。